# Kleinblütige Tamariske

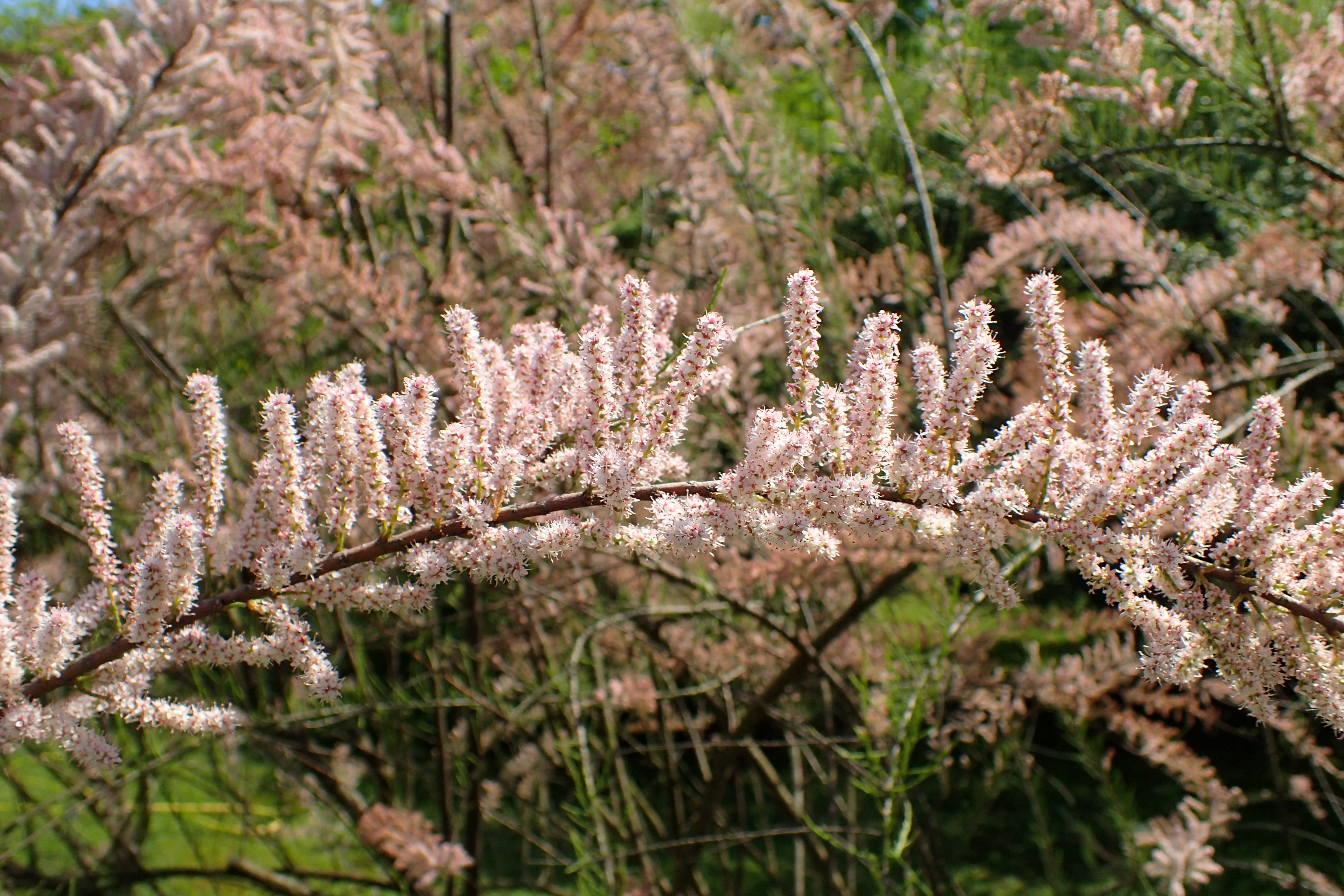
Blütenstände

Die Kleinblütige Tamariske oder Frühlings-Tamariske (Tamarix parviflora) ist eine Pflanzenart aus der Gattung der Tamarisken (Tamarix).

## Beschreibung
Die Kleinblütige Tamariske ist ein Strauch oder Baum, der Wuchshöhen von 2 bis 6 Meter erreicht. Die Rinde ist braun bis purpurn.
Die sehr kleinen Laubblätter sind wechselständig. Sie sind halbstängelumfassend, schuppenförmig, dachig, spitz und bis etwa 2 Millimeter lang sowie am Rand häutig.
Die kleinen, zwittrigen, vierzähligen und kurz gestielten Blüten sind vierzählig mit doppelter Blütenhülle. Sie stehen in kurzen, endständigen, dichten, bis 4 Zentimeter langen, vielblütigen, schlanken Trauben zusammen. Es ist jeweils bei den Blüten ein dreieckiges, bootförmiges und fast völlig häutiges Tragblatt vorhanden. Die Kelchblätter sind gezähnelt und kurz becherförmig verwachsen. Die ausladenden, rosa Kronblätter sind nicht gekielt und etwa 2 Millimeter lang. Die vier Staubblätter am gelappten Diskus sind etwas vorstehend. Der flaschenförmige Fruchtknoten ist oberständig mit meist drei kurzen Griffeln.
Blütezeit ist von April bis Juni. Es werden kleine, dreiklappige, schmal-eiförmige, bis 4 Millimeter lange, vielsamige, lokulizidale, kahle Kapselfrüchte mit beständigem Perianth gebildet. Die sehr kleinen, weißlichen Samen besitzen einen Haarschopf.

## Vorkommen
Die Kleinblütige Tamariske kommt im östlichen Mittelmeerraum vor. Ihr Verbreitungsgebiet umfasst Slowenien, Kroatien, Albanien, Mazedonien, Griechenland, die Türkei und Israel. Die Art wächst an Flussufern und in Sümpfen bis in Höhenlagen von 300 Metern.